# Artūras Paulauskas
Artūras Paulauskas (n. 23 de agosto de 1953) é um advogado e político, foi presidente da Lituânia, de 6 de abril de 2004 até 12 de julho de 2004. Foi sucedido por Valdas Adamkus.

## Início de carreira
Artūras Paulauskas graduou-se em direito pela Universidade de Vilnius em 1976. Em seguida, trabalhou como investigador e promotor. Foi Procurador-Geral Adjunto da Lituânia de 1987 a 1990 e Procurador-Geral da Lituânia de 1990 a 1995. Foi novamente Procurador-Geral Adjunto de 1995 a 1997 e exerceu advocacia privada de 1997 a 2000.

## Carreira política
Artūras Paulauskas entrou na política concorrendo à presidência da Lituânia nas eleições de 1997–1998. Ele foi apoiado pelo presidente cessante Algirdas Brazauskas e perdeu por pouco no segundo turno para Valdas Adamkus, com Paulauskas ganhando 49,6% dos votos e Adamkus ganhando 50,4%. Ele então estabeleceu o partido The New Union (Social Liberals), tornando-se seu presidente em 25 de abril de 1998. Este partido ganhou 19,6% dos votos nas eleições parlamentares de 2000. Após esta eleição, ele se tornou o Presidente do Seimas em 19 de outubro de 2000.
Após o impeachment do presidente Rolandas Paksas em 6 de abril de 2004, Paulauskas serviu como presidente em exercício da Lituânia até que as eleições antecipadas fossem realizadas e um novo presidente, Valdas Adamkus, fosse empossado em 12 de julho de 2004.
Em 11 de abril de 2006, Paulauskas foi destituído do cargo de Presidente por 94 votos (apenas 11 parlamentares votaram contra). Seu partido, a Nova União (Sociais Liberais), não participou da eleição. Paulauskas foi sucedido por Viktoras Muntianas.
Paulauskas foi nomeado candidato ao cargo de Ministro do Meio Ambiente pelo Primeiro Ministro Gediminas Kirkilas em 30 de janeiro de 2008. Como Ministro, ele fez uma declaração em maio de 2008 em uma reunião da Comissão das Nações Unidas para o Desenvolvimento Sustentável, apoiando o uso de recursos de energia renovável na Lituânia.
Em 2015, a mídia noticiou que Paulauskas foi incluído em uma lista negra russa de pessoas proeminentes da União Europeia que não têm permissão para entrar no país.